# Lunga, Covasna
Lunga (în maghiară Nyujtód) este un sat ce aparține municipiului Târgu Secuiesc din județul Covasna, Transilvania, România. Până în anul 1968 avea statutul de sat centru de comună. De comună mai aparțineau satele Tinoasa (în maghiară Kézdisárfalva) și Săsăuși (în maghiară Kézdiszászfalu), aflate mai la sud. În anul 1968 din cele trei sate a fost formată localitatea Lunga, cu statut de sat care aparține de orașul Târgu Secuiesc (în maghiară Kézdivásárhely).

Lunga în Harta Iosefină a Transilvaniei, 1769-1773

## Vezi și
- Biserica romano-catolică din Lunga

## Imagini

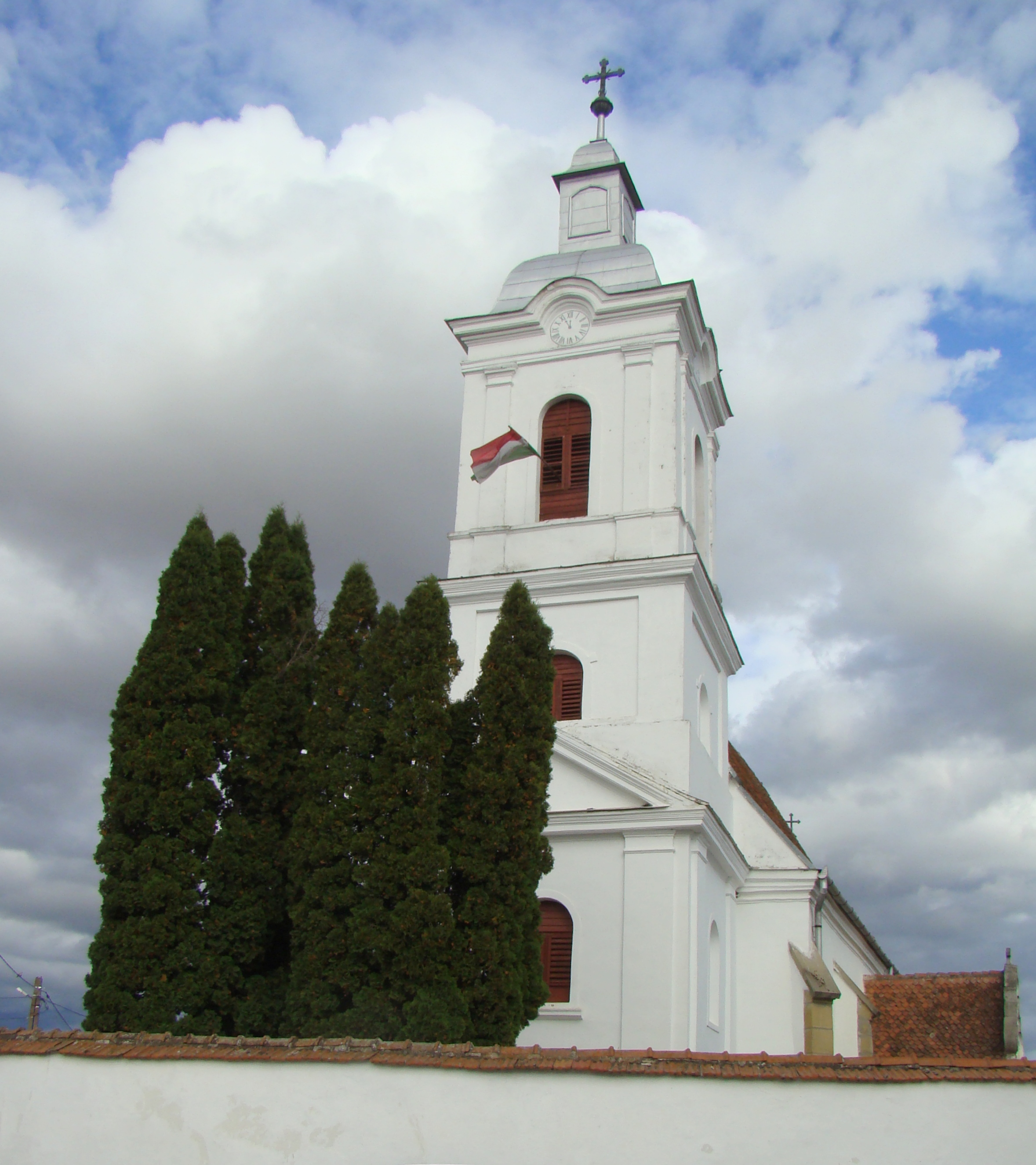
Biserica romano-catolică (monument istoric)
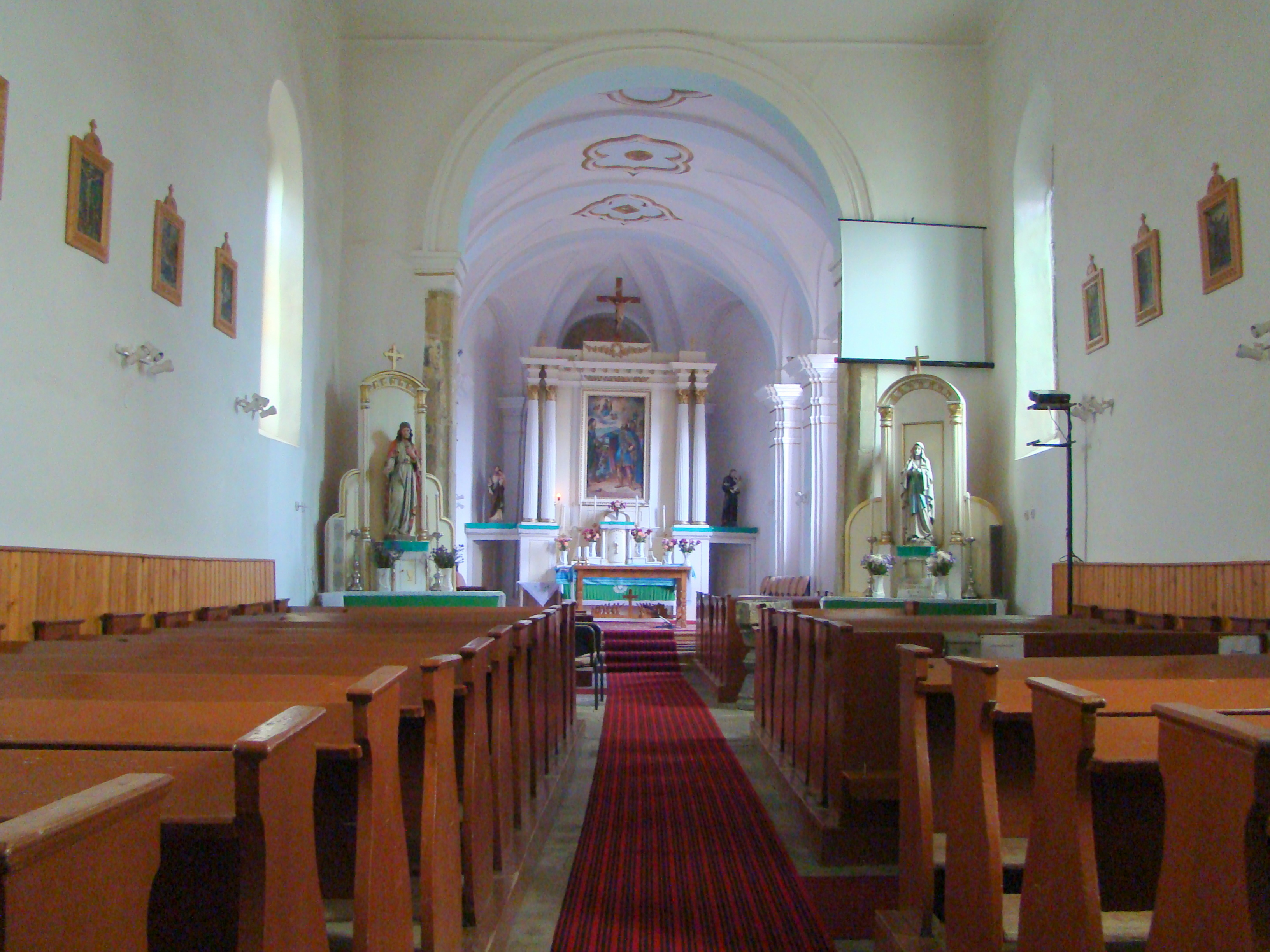
Nava spre altar
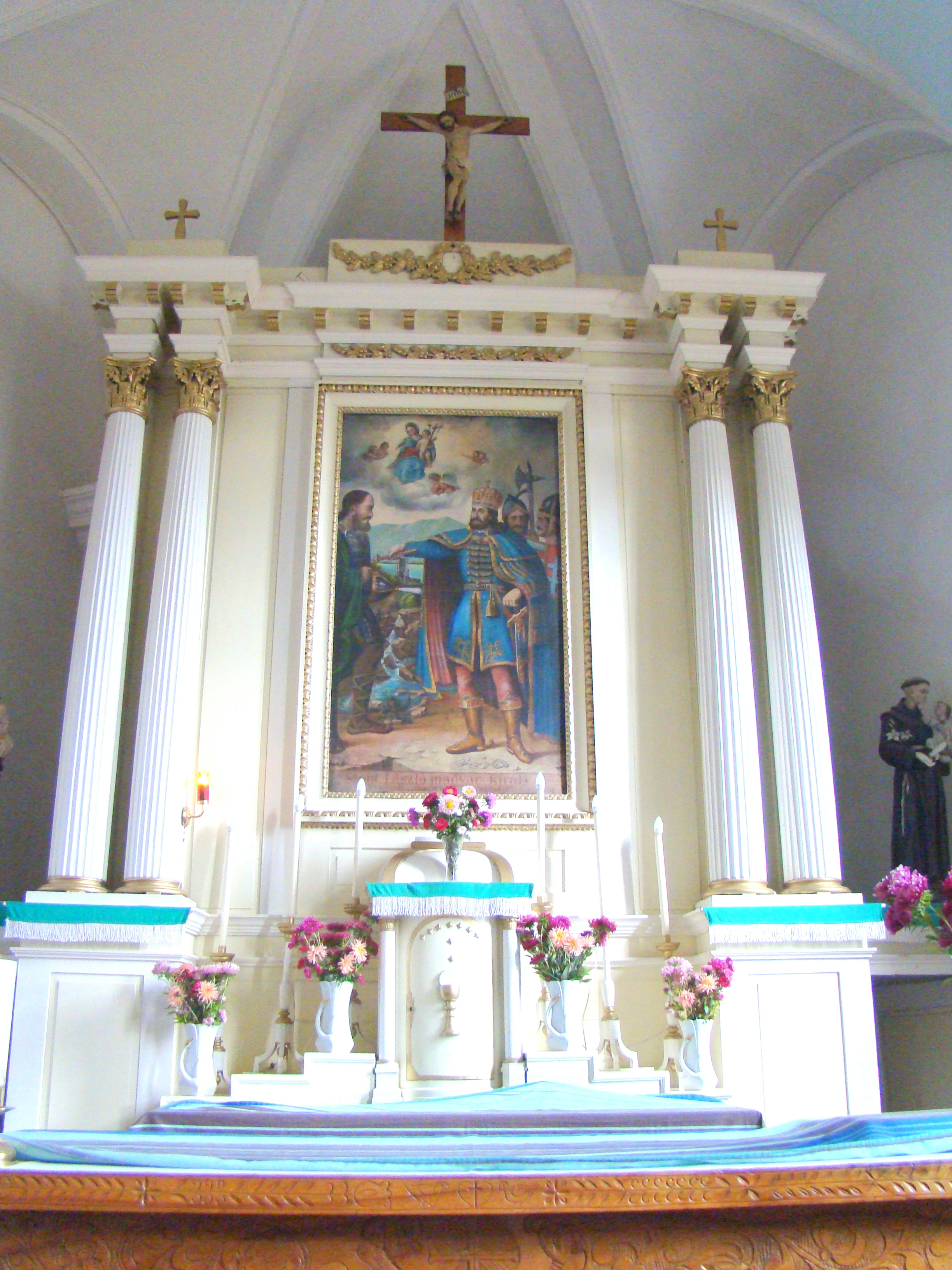
Altarul bisericii romano-catolice
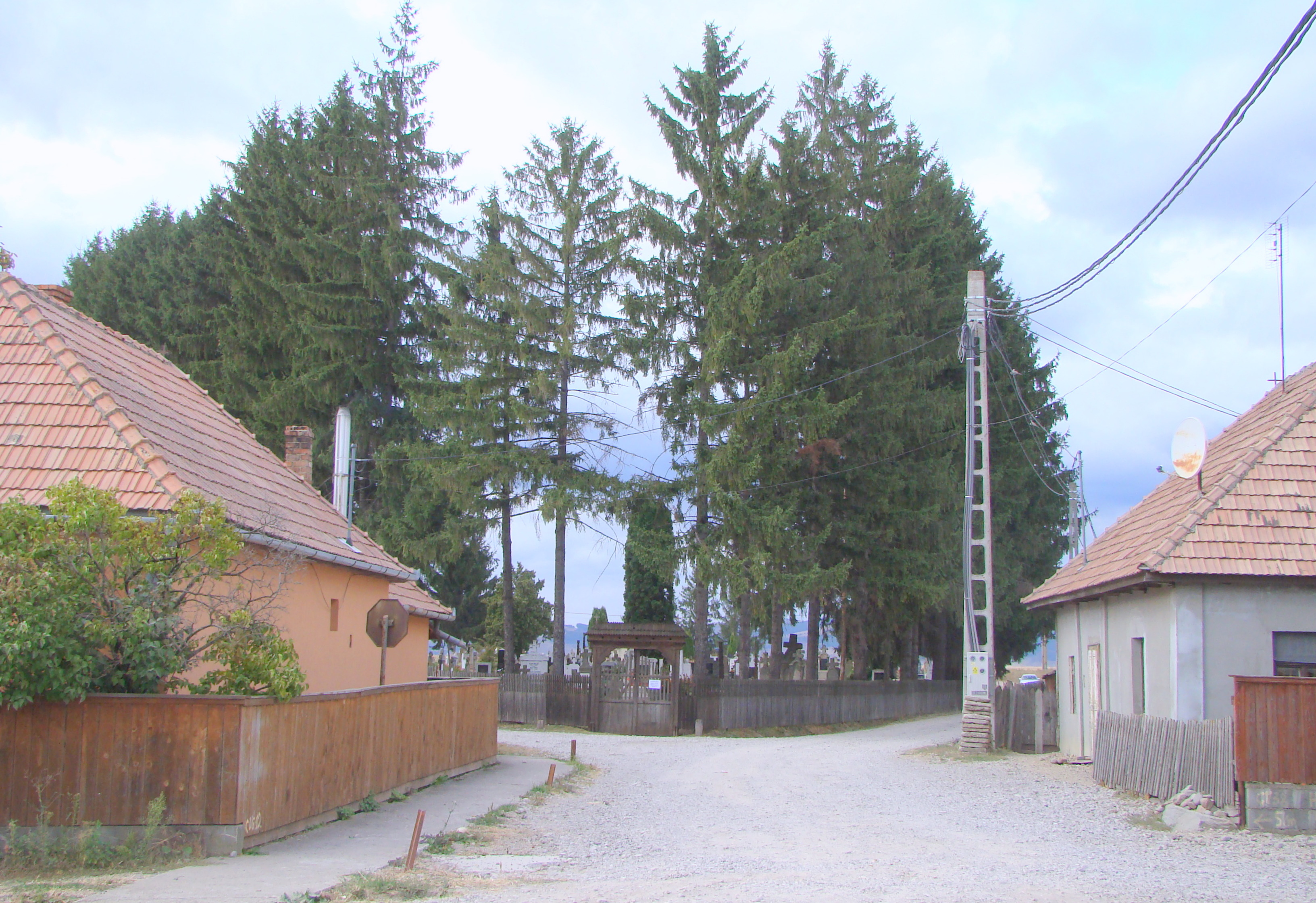
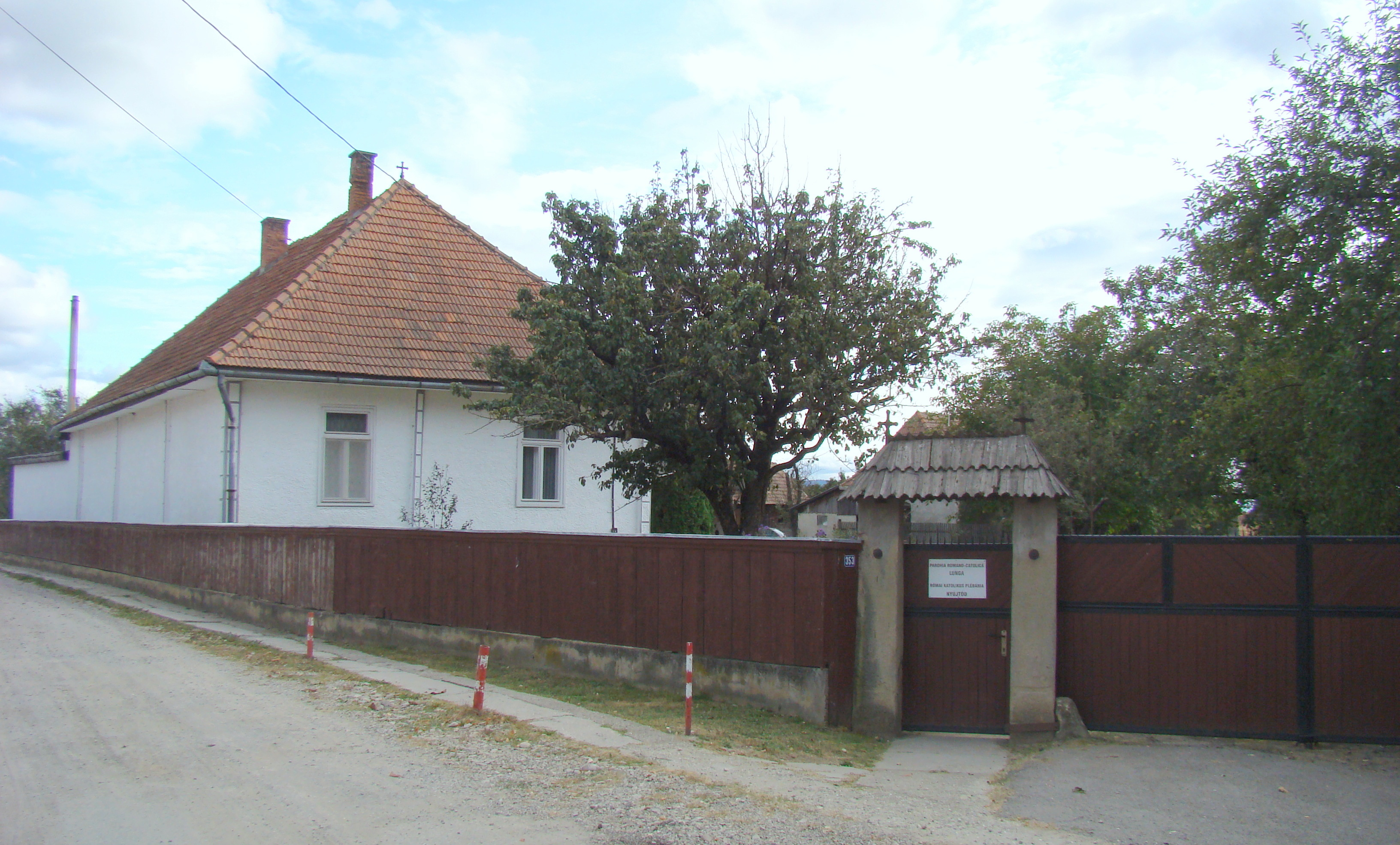
Casa parohială
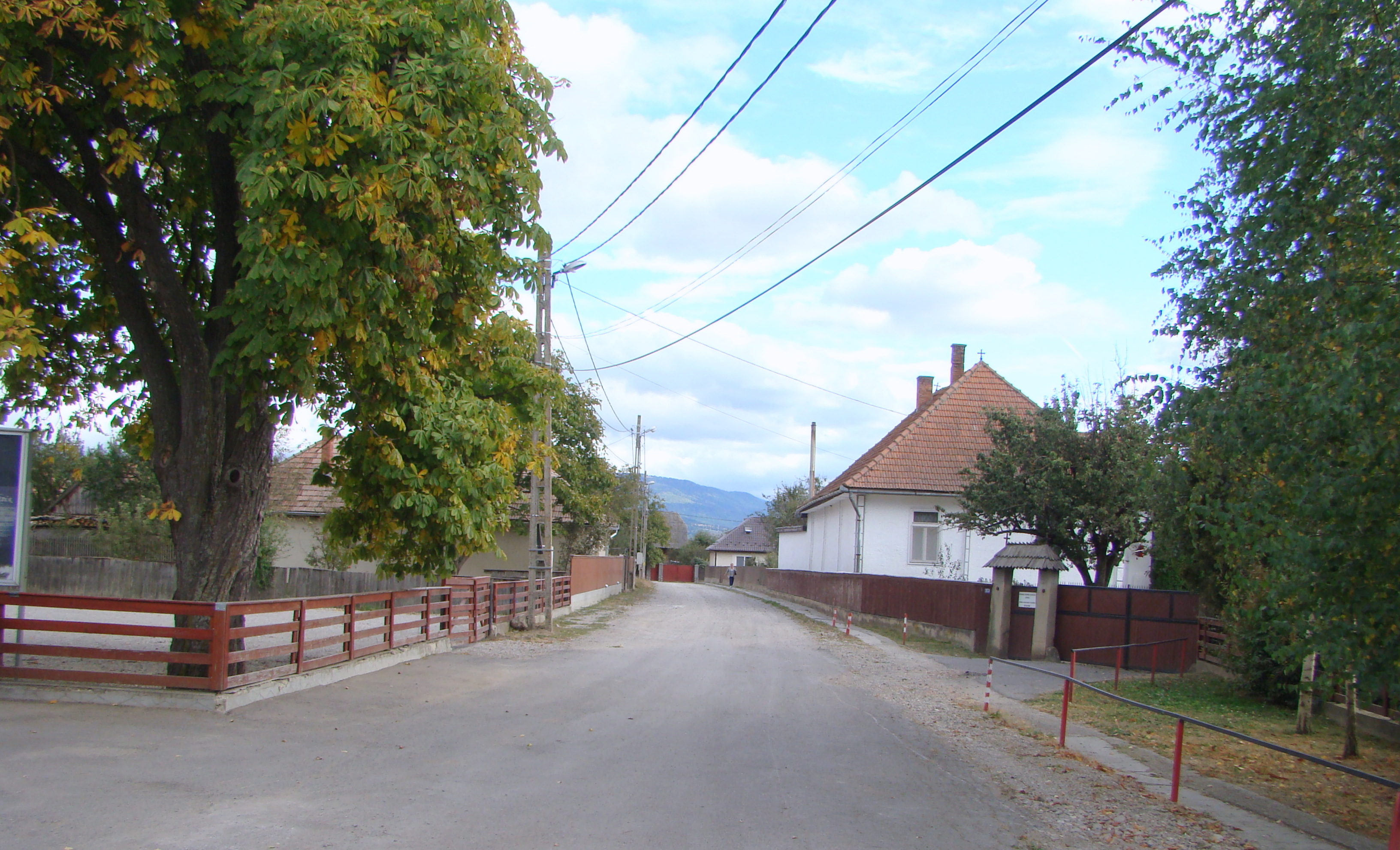

 Acest articol despre o localitate din județul Covasna este deocamdată un ciot. Puteți ajuta Wikipedia prin completarea lui.